# DJ World
DJ World – kwartalnik ogólnopolski dla DJ-ów, producentów, muzyków, radiostacji, klubów. Wydawany przez wydawnictwo Play Music w nakładzie 10.000 egzemplarzy. Wydawcą jest PM Gorup Krzysztof Rządek, redaktorem naczelnym: Karolina Szklarczyk. Czasopismo jest przeznaczone przede wszystkim dla profesjonalistów. 
W czasopiśmie zamieszczane są opisy nowości, recenzje, testy i porównania produktów, wskazówki i techniki, wywiady z polskimi i zagranicznymi muzykami, DJ-ami, producentami, osobami z branży muzycznej. Relacje z imprez branżowych. Zagadnienia prawne związane z muzyką i produkcją.

## Historia
Początki magazynu to październik roku 1999. Od 2001 roku do niektórych wydań, do pisma dołączane były płyty CD. 
Magazyn DJ WORLD patronuje i współorganizuje wiele wydarzeń kulturalnych m.in. targi Music Media, targi INTERMEDIA, targi Music Messe, pierwszą polską platformę na Love Parade, Mistrzostwa Polski DJ-ów i Prezenterów Muzyki.